# Tatort: Gefährliches Schweigen
Gefährliches Schweigen ist ein Fernsehfilm aus der Krimireihe Tatort. Die Folge wurde vom Südwestrundfunk unter der Regie von Martin Eigler produziert und erstmals am 18. Juli 2004 im Deutschen Fernsehen ausgestrahlt. Es ist die 570. Folge des Tatorts und 32. Episode mit der Ludwigshafener Ermittlerin Lena Odenthal (Ulrike Folkerts). Für ihren Kollegen Mario Kopper (Andreas Hoppe) ist es der 23. Fall.

## Handlung
Der 62-jährige Manfred Depke wird tot in einem Waldstück aufgefunden. Seine aufgelöste Frau spricht von einer Anzeige gegen ihren Mann durch die Sozialarbeiterin von gegenüber, Sarah Herzog. 
Während der einer Vergewaltigung beschuldigte Bernd Borgwardt durch Kumpel Czaus Zeugenaussage aus der Untersuchungshaft entlassen wird, leidet das Opfer Nadine drei Wochen danach unter den seelischen Folgen.
Sarah Herzog betreut tagsüber vier junge Frauen, darunter auch Nadine. Depkes Arbeitskollege Berger macht Andeutungen über private Telefonate, von denen seine Frau wohl nichts wissen sollte. Lisa Stein will nicht herausrücken, worum es bei den Anrufen ging – und zwar um Telefon-Sex, wie sich wenig später herausstellt. Ihr Freund ist Bernd Borgwardt, der von verschiedener Seite, u. a. dem Dealer Scholz, gedrängt wird, Nadine zur Rücknahme ihrer Vergewaltigungs-Anzeige zu bewegen – und prompt droht er ihr auf dem nächtlichen Nachhauseweg und übt Druck auf ihre Mitbewohnerinnen Kim und Eva aus.
Meissner vom Drogendezernat informiert sich in der Rechtsmedizin über Depkes Todesursache und nimmt dann Czau auf, der als sein verdeckter Ermittler arbeitet. Meissner ist an Dealer Scholz dran und Czau soll ihn auf dem Laufenden halten.
Nadine wird nach der Bekräftigung ihrer Aussage brutal zusammengeschlagen aufgefunden. Odenthal spricht ihr im Krankenhaus Mut zu und verspricht ihr, die Täter zu stellen. Also wird zunächst Borgwardt festgesetzt. Meissner fordert seine unverzügliche Freilassung und führt sie ohne Rücksprache mit Kriminalrat Wolf durch. Rechtsmediziner Patrick Herzog hat zwischenzeitlich festgestellt, dass Depke durch einen Medikamentencocktail verstorben ist. Borgwardt geht ins Krankenhaus und macht Nadine und ihren Mitbewohnerinnen subtil Angst. Er hat Erfolg: Nadine nimmt sich das Leben.
Frau Depke gibt Kopper gegenüber zu, dass sie ihrem Mann nach und nach die Medikamente verabreicht hat, nachdem sie herausgefunden hat, was er mit Lisa Stein treibt und nicht mehr davon lassen kann.
Becker gleicht Fußabdrücke auf Nadines Rücken mit denen von Depkes Tatort ab. Eine Durchsuchung in Czaucziks Wohnung fördert nicht nur passende Kampfstiefel zu Tage, sondern auch intime Fotos von Depke und Stein. Auch Sarah Herzog kombiniert, dass Lisa Stein von „Boogie“ eingespannt wurde, um Nadine unter Druck zu setzen. Kim soll als Informantin gedient haben. Dies nutzt sie, um Borgwardt in eine Falle zu locken und ihn als vermeintlichen Einbrecher zu erschießen.
Czau hat die Freier Steins systematisch erpresst und Depke am Tattag „nur ein paar auf die Fresse“ gegeben. Meissner vom Drogendezernat hatte Czau Straffreiheit zugesichert, falls der ihn auf dem Laufenden hält und der Drogendeal mit Scholz über die Bühne geht. 

## Rezeption

### Einschaltquote
Bei ihrer Erstausstrahlung in Deutschland am 18. Juli 2004 sahen 8,16 Millionen Zuschauer die Folge Gefährliches Schweigen, was einem Marktanteil von 27,40 Prozent entsprach.

### Kritik
Rainer Tittelbach von tittelbach.tv schreibt: „Das besondere Verdienst dieses ‚Tatorts‘ ist, dass er seine Spannung nicht aus dem ‚Whodunit‘ zieht, sondern Momente des Psycho-Thrillers und des ‚Problemfilms‘ äußerst geschickt kombiniert. Ein charismatischer böser Bube und durchweg überzeugende Schauspieler tun ein Übriges. Selten ließ sich zuletzt in einem Krimi so reuelos mitfiebern wie in diesem 32. Lena-Odenthal-Fall, in dem trotz seiner düster-depressiven Grundstimmung ein amourös entflammter Kopper für gelegentliche Aufheiterungen sorgt.“
Auch die Kritiker der Fernsehzeitschrift TV Spielfilm geben für diesen Tatort den Daumen nach oben und meinen, es handele sich um: „Eine[n] der besten Folkerts-Fälle: krass und glaubhaft.“ Er wäre „so authentisch, dass es richtig wehtu[n]“ würde.